# روزمالن
روزمالن (به هلندی: Rosmalen) یک منطقهٔ مسکونی در هلند است که در 's-Hertogenbosch واقع شده‌است. روزمالن ۳۱٬۲۱۹ نفر جمعیت دارد.